# Эйхе, Генрих Христофорович
Ге́нрих Христофо́рович Э́йхе (рус. дореф. Генрихъ Христофоровичъ Эйхе, латыш. Indriķis Eihe (Ehkis, Ēķis), 17 (29) сентября 1893, Рига, Лифляндская губерния, Российская империя — 25 июля 1968, Юрмала, ЛССР, СССР) — советский военачальник Гражданской войны, хозяйственный деятель, военный историк. Первый главнокомандующий Народно-революционной армии Дальневосточной республики.

## Биография
Родился Генрих Эйхе в Риге в семье рабочего-латыша.
В своём дневнике, который вёл в годы заключения, адресуя его внукам и правнукам, Г. Х. Эйхе писал:

Наша семья состояла из отца, матери, бабушки (матери моей матери), брата Фридриха и меня. Рига уже в то время была большим городом. Прежде всего, это был интернациональный город по составу своего населения. Моими товарищами по играм, забавам и проделкам были ребята своего двора, своей улицы, а тут были латыши, немцы, русские, евреи, украинцы, эстонцы, поляки, татары и т. д. Знакомились друг с другом, дружили, ссорились, дрались и расходились как мальчуган с таким же мальчуганом.
Национальность не чувствовалась, говорили на всех языках одновременно, кто как умел. Это окружение людьми самых разных национальностей и рас, начиная с детства и до совершеннолетия, имело для выработки моей личности два значения: во-первых, никогда не обращал внимания и не считался с национальными предрассудками и враждой, а прежде всего только видел в каждом человека, а не еврея, не немца и т. п.. и второе — как известно, дети быстро усваивают языки. Так и я, вращаясь в такой многоязычной среде, уже в самом раннем детстве понимал и говорил по-немецки, по-русски, по-эстонски и на идиш (дома у нас говорили всегда только по-латышски, если гости не были немцы или русские). Отсюда мое увлечение языками. Сначала я „застрял“ на 4 языках (латышском, немецком, английском и русском), но изучал ещё французский в школе и самостоятельно испанский и итальянский, знал кое-что по-датски и по-шведски, по-польски. Словом, по поговорке, говорил на этих языках одинаково плохо на всех».
— Г. Х. Эйхе «Дневник»
В детстве у Генриха было множество разнообразных увлечений, менявшихся с возрастом: чтение, ловля и разведение певчих птиц и голубей, возня с «собачками», столярное дело и выпиливание лобзиком, живопись и игра на музыкальных инструментах — сначала на гитаре, потом на фисгармонии и наконец на фортепиано. У него были также и свои обязанности по дому (прислуги в семье не было). К тому же Генрих ещё и учился на «отлично», но, по воспоминаниям самого Эйхе,

Немало времени и очень важное место в наших занятиях занимала игра в войну и разбойников. В этом нет ничего удивительного — для мальчишек обычное это дело. В наше время этому увлечению способствовали и международные (Вторая англо-бурская война, Русско-японская война) и внутренние (Революция 1905 года) события. Кроме того, мы в те годы очень увлекались чтением детективной приключенческой литературы. Особенно запомнился нескончаемый бесконечный роман про разбойника Липса Туллиана. Это был своего рода немецкий Робин Гуд — гроза всех угнетателей и злодеев-богачей и защитник всех бедных и обиженных, борец за правду и справедливость….Когда надоедало играть в разбойники, играли в войну — в англо-бурскую, или дрались с японцами, иногда игра принимала вид характер борьбы и казаков, полиции с „бунтовщиками“. Не всегда эти игры велись только в своей среде. Позади нашего двора был большой пустырь — луг (около 3 — 4 километров). На этом пустыре нам было раздолье и здесь нередко разыгрывались „серьёзные“ бои, когда целыми часами наша ватага вела бои с такими же ватагами других домов (прилегающих к пустырю). Обстреливая друг друга камнями, правда, на почтительном расстоянии, так что ранения от этих столкновений бывали редко. На этом пустыре имелись у нас настоящие пещеры, для того, чтобы прятаться, тут мы разводили костры, боролись, играли в лапту, кувыркались — словом, это был наш по тому времени „стадион“, на котором мы резвились, но и развивали свои физические силы, свою храбрость и смекалку. Мать моя была, конечно, всегда против наших опасных с ее точки зрения игр, когда недолго могут и глаз выколоть и голову расшибить. Так оно могло и быть на самом деле. Но для меня все обошлось благополучно. Помню лишь один раз в какой-то потасовке мне, мальчишке лет 10 — 11, какой-то здоровенный парень лет 17 — 18 дал такую затрещину, что у меня буквально посыпались искры из глаз.— Г. Х. Эйхе «Дневник»
Генрих окончил Рижское коммерческое училище. Во время учебы приходилось зарабатывать зимой уроками, а летом по 12 часов в день рабочим.
С 1913 года он начал серьёзно заниматься музыкой, поступив на заочное отделение Берлинской консерватории по классу композиции. Окончить консерваторию не смог из-за начавшейся 1-й мировой войны, так как был призван в Императорскую армию и направлен в Петергофскую школу прапорщиков. После окончания школы прапорщиков в 1915 году был отправлен на фронт. Командовал ротой, штабс-капитан.
После Февральской революции 1917 года был избран членом полкового комитета, а во время Октябрьской революции — председателем Военно-революционного комитета 245-го пехотного полка. В ноябре того же года избран членом Совета солдатских депутатов 10-й армии, был членом коллегии по формированию Красной гвардии.
Участвовал в подавлении мятежа Польского корпуса генерала И. Р. Довбор-Мусницкого. В марте 1918 года добровольно вступил в Красную армию. С августа 1918 по ноябрь 1919 года командовал полком, бригадой и 26-й стрелковой дивизией (с апреля 1919) на Восточном фронте. Прославился дерзким рейдом своей дивизии по горным тропам в глубокий тыл белых армий во время Златоустовской операции в июне—июле 1919 года с последующей победой во внезапном встречном сражении над корпусом генерала Войцеховского. В ноябре 1919 — январе 1920 года — командующий 5-й армией.
С марта 1920 по апрель 1921 года — главнокомандующий Народно-революционной армией Дальневосточной республики. Был отозван в Москву только после того, как задание было выполнено: весь Дальний Восток был объединён в буферную Дальневосточную республику; были ликвидированы все крупные белогвардейские группировки на Дальнем Востоке, а оккупирующие Дальний Восток японские войска вынуждены были уйти из Забайкалья, Амура и Приморья; партизанские отряды были реорганизованы в регулярную армию по образцу Красной армии того времени.
В 1921 году был направлен командующим войсками в Белоруссии для руководства борьбой по ликвидации диверсионных банд и белопартизанских отрядов. Задача была выполнена к весне 1922 года. За успешное выполнение возложенных задач был награждён Грамотой ВЦИК.
В марте 1922 года был по указанию Оргбюро ЦК переброшен из Белоруссии в Среднюю Азию на борьбу с басмачеством в Фергане. Командующий войсками Ферганской области. С 1923 года по день ареста в апреле 1938 года работал в гражданских учреждениях в Москве, в том числе свыше 12 лет (с 1924 года) — на номенклатурных должностях в системе Внешней торговли — Наркомвнешторге.

Могила Эйхе.

В мае 1938 года был арестован и осуждён ОСО НКВД по ложному обвинению в участии в латышской контрреволюционной организации и как двоюродный брат бывшего члена ЦК Р. И. Эйхе (посмертно реабилитированного в 1950-х годах). После приговора сначала был заключён в тюрьму НКВД в Лефортово в Москве, где на допросах подвергался избиениям и пыткам, во время одного из допросов следователь пробил ему висок, что привело к частичной потере слуха. Затем отбывал срок в лагерях, где от истощения заболел цингой и «лагерной болезнью» — пеллагрой. Смог выжить только благодаря посылкам от дочери. После освобождения из лагерей находился в ссылке на Крайнем Севере. В частности, в 1948—1949 годах работал бухгалтером в совхозе «Каменка», недалеко от Печоры. Была также арестована как «жена врага народа» и заключена в Бутырскую тюрьму Мария Александровна Эйхе, после освобождения из тюрьмы добровольно последовавшая за находившимся в ссылке мужем. А дочь Нелли Генриховна Эйхе была исключена из комсомола и отчислена из института, так как она не пошла на то, чтобы опозорить и публично отказаться от своих родителей.
Реабилитирован через 16 лет. В апреле 1954 года Военная коллегия Верховного суда СССР отменила постановление ОСО и прекратила дело за отсутствием состава преступления.

Кто не знает категорического императива Канта: «Каждый человек должен поступать так, чтобы действия его можно было объявить законом для действия всех других». Это был один из моих девизов на протяжении всей жизни. «Никогда не кажись больше, чем ты есть, но будь всегда больше, чем ты кажешься», — это изречение (если не ошибаюсь, Бисмарка) я также не забывал. «Плохая им досталась доля…» — сказано у Лермонтова. Я бы уточнил: тяжёлая, трудная, жестокая и вместе с тем завидная и богатая.— Г. Х. Эйхе. Дневник.
Вернувшись после освобождения в Москву, активно работал как военный историк, много сил и времени уделял рецензированию военно-исторической литературы, являясь членом Совета военно-научного общества при Центральном музее Советской Армии.
Автор ряда работ по истории Гражданской войны на Урале, в Сибири и на Дальнем Востоке.
Умер 25 июля 1968 года в Юрмале. Похоронен на Введенском кладбище (20 уч.).

## Эйхе об отце, семье и предках
Из воспоминаний Эйхе:

Дядя Иван (брат отца) носил фамилию «Ehkis», ибо фамилия «Эйхе» это была уже русско-немецкая транскрипция того, как по-латышски писалась в старинных церковных метриках фамилия моих предков. Фамилию «Ehkis» я встречал только у людей нашего, так сказать, рода, в то время как Эйхе имелись и в Латвии, и в России, хотя и не имеющие никакого отношения к нам. «Ehkis»: произносится это слово так — «Э-Тис», то есть длинное протяжное Э и слог «Тис» (как первый слог в русском слове „тиски“).
Отец молодым парнем пришел из деревни в Ригу, неся свои лапти на палке на плечах, чтобы даже их не стоптать. … Начал он чернорабочим, затем ломовым извозчиком. Работал и учился. Он говорил, читал и писал по-русски, по-немецки и по-латышски (в Риге без этого не обойдешься), знал арифметику. Значит, было у человека стремление... Помню отца как заведующего складами, принадлежащими немцу-капиталисту Аугсбургу, имевшему свои пароходы, гужевой транспорт и являвшемуся предводителем страховой фирмы… Отец заведовал тремя складами, в его распоряжении находились 5 — 6 ломовых лошадей, он сам вел весь складской отчет, инкассировал деньги, отчитывался раз в неделю. Не считаясь со своим временем, работал на совесть. Теперь на такую ставят не меньше 2 — 3 человек. Когда мы повзрослели и стали зарабатывать, отец в конце концов ушел от того хозяина. Работал он в рижской таможне, потом еще у какого-то хозяина в Риге и кончил свою трудовую жизнь 63-летним стариком-сторожем завода „Пихлау“, эвакуированного из Риги в Москву. Хотя он и мало с нами занимался, но я и брат любили его больше матери. Человек он был мягкосердечный, чувствительный, доброй души, доверчивый, работящий, никогда не преследовал своей личной выгоды — словом, много в нем было тех положительных черт, которые характеризуют вообще латышей и из-за которых латыши зачастую терпят в жизни неудачи и судьба бьет их жестоко.
В 1919 году жили они с матерью в подвальной комнатушке на 3-й Сокольнической улице в Москве. Жили, как все в то время, материально неважно. Я в то время командовал уже 26 стрелковой дивизией. Писал редко (да и почта работала неважно). Приехав в Москву в отпуск в августе 1919, я не застал его в живых — он умер в июле 1919 в больнице от неудачной операции горла. … Мать рассказывала мне, что в свободные от дежурства дни он ходил туда, где были размещены военные лазареты, и расспрашивал у прибывающих с фронта раненых, не знают ли они на фронте командира Эйхе. И велика была, по словам матери, его радость, когда находился кто-нибудь, кто мог хотя бы понаслышке что-либо рассказать обо мне. Старик тогда ходил радостно возбужденный, поговаривая: „Жив Генрих, значит приедет, да еще мне рассказывал солдат его, что воюет неплохо“. Радовался старик и надеялся, может быть, что и ему после тяжелой полувековой трудовой честной жизни удастся отдохнуть, что сын отблагодарит, за то, что он ему дал, а дал он столько, сколько смог.

Не дожил он какой-нибудь месяц до этого свидания. Но умер он в уверенности, что сын оправдал его надежды и честно выполняет свой долг, делает то великое дело, которому не чужд был он сам.— Дненик Г.Х. Эйхе

## Награды
За участие во всех боях Первой мировой войны в составе Российской Императорской армии, 245-го пехотного Бердянского полка 62-й пехотной дивизии 10-й армии Западного фронта с августа 1915 по конец 1917 года награждён:
- орден Святого Станислава 3 степени с мечами и бантом
- орден Святого Станислава 2 степени с мечами
- орден Святой Анны 4 степени
- орден Святой Анны 3 степени с мечами и бантом
- орден Святой Анны 2 степени с мечами

За годы Гражданской войны был награждён:
- орден Красного Знамени № 96
- грамота ВЦИК о награждении именными золотыми часами (как командира 3 бригады 26 стрелковой дивизии за успешные действия против Колчака зимой 1918 — Уральская операция)
- особая именная наградная грамота, выданная Реввоенсоветом Республики как начдиву 26-й стрелковой за успешное форсирование р. Белой, разгром и пленение армии Колчака (Бирская операция, 1919)
- наградная Грамота от ВЦИК как командующему Войсками Минского районна (1922)
- орден Ленина в честь 50-летия Советской власти (1967)

## Сочинения
- Форсирование реки Белой частями 5-й армии Восточного фронта в июне 1919 г. — М.—Л., 1928.
- Тактические поучения гражданской войны. — М., 1931.
- Уфимская авантюра Колчака. — М., 1966.
- Опрокинутый тыл. — М., 1966.
- Даёшь Урал! // Урал. — 1968. — № 2.